# 岡本敏明

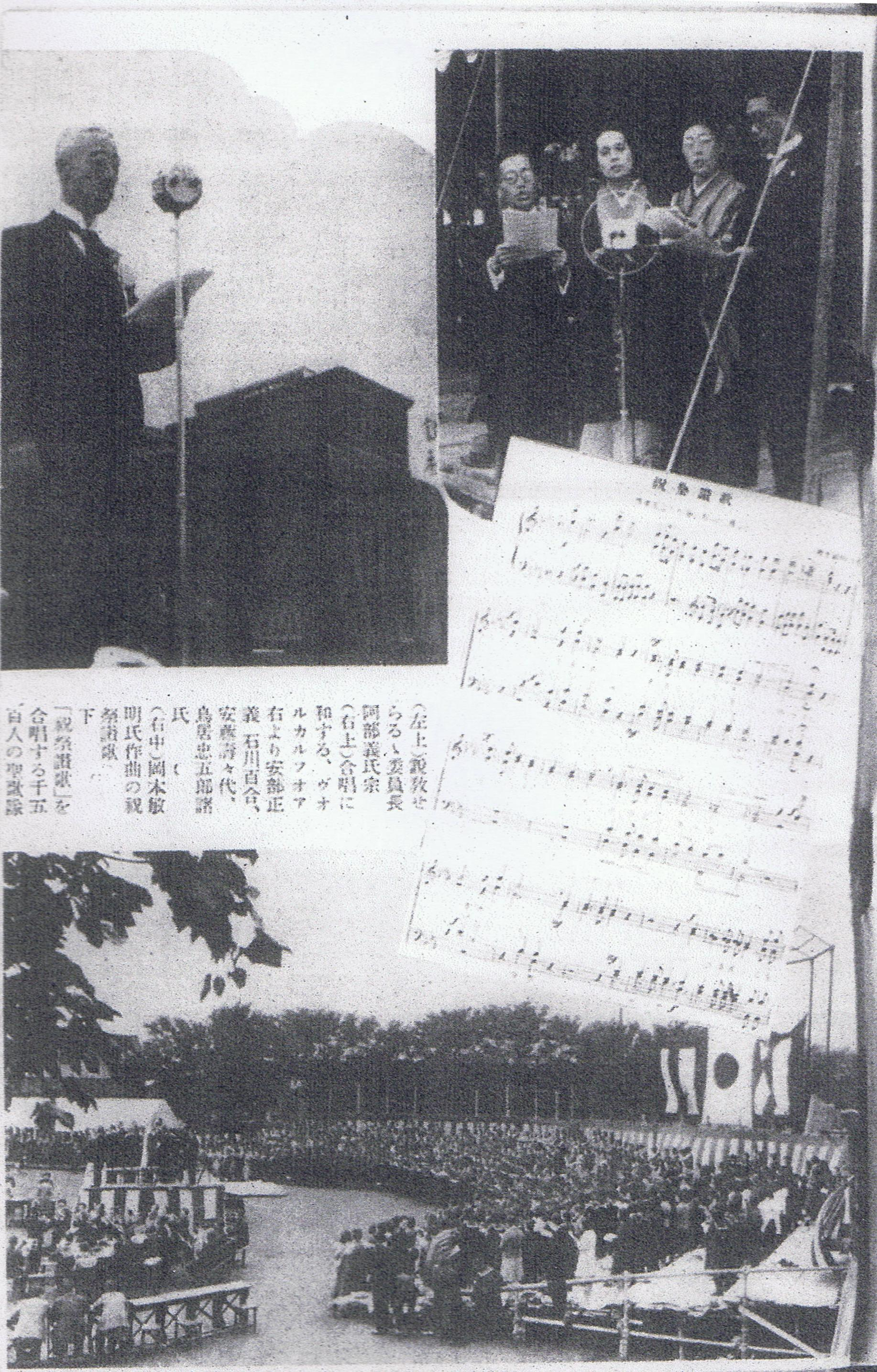
皇紀二千六百年奉祝全国基督教信徒大会の「祝祭讃歌」を歌う1500人の聖歌隊（楽譜中央、聖歌隊下）

岡本 敏明（おかもと としあき、明治40年（1907年）3月19日 - 昭和52年（1977年）10月21日）は、昭和時代に活躍した日本の音楽家（作曲家）。

## 生涯
1929年（昭和4年）、玉川学園教師、1940年（昭和15年） 、日本放送合唱団で指揮を5年とった後、1942年（昭和17年）からは興亜工業大学（現・千葉工業大学）の音楽担当教員（正科目）などを務めた。戦後は国立音楽大学の設立に携わるとともに文部省図書編集委員として、音楽教科書、音楽学習の指導要領の作成に携わった。また日本基督教団讃美歌委員としても活躍。多くの讃美歌を残す。父は組合教会牧師岡本松籟。教会においてオルガンの音を聴きつつ育った。東京上京以来死にいたるまで日本基督教団弓町本郷教会に所属しオルガニスト、聖歌隊指導者として活躍する傍ら、宗教音楽活動は教会内に留まらず東京YMCA合唱団の設立に携わり初代指揮者となった。
ドイツ留学より帰国直後の成田為三に師事した。国立音楽大学で長く教鞭をとった小山章三、フリーの指揮者として国内外で活動する岡本仁、玉川大学および目白大学で教授を務めた高森義文、玉川学園・国立音楽大学で教鞭をとり（2006年定年退職）岡本イズムを継承し続ける高浪晋一（日本基督教団讃美歌委員）、玉川学園小学部の元音楽教諭で作曲家の小宮路敏は弟子。
師である成田為三の没後、為三の妻、文子は岡本宅に身を寄せていた。
明治大学、国立音楽大学で教授を務めた国文学者、古関吉雄と親交が深く、岡本と古関のコンビで作られた歌も多い。（※古関吉雄の従兄弟である古関裕而は、2020年のNHK連続テレビ小説「エール」のモデルとなった作曲家。）

## 年譜
- 1907年（明治40年） 宮崎市で生まれる。父親は同志社神学校牧師であり、伝道のため日本国中を2~3年程度の長さで転々とする幼少期を過ごした。
- 1924年（大正13年） 福島中学（現・福島県立福島高等学校）卒業。
- 1929年（昭和4年） 東京高等音楽院（現・国立音楽大学）卒業一回生。玉川学園創立に携わる。
- 1940年（昭和15年）
  - 5年間日本放送合唱団で合唱の指揮をとる。
  - 皇紀二千六百年奉祝全国基督教信徒大会のために作曲した「祝祭讃歌」聖歌隊1500人の指揮をとる。
- 1977年（昭和52年） 70歳で没する。

## 作曲

### 学校歌
- 玉川学園校歌（作詞：田尾一一、1929年[1]）
- 宮城県美里町立小牛田小学校校歌（1946年）[2][要出典]
- 埼玉県川口市立舟戸小学校学園歌「光の少年」（作詞：高井鉦三、1950年）※当初は校歌。2021年1月より学園歌。
- 神奈川県横浜市立老松中学校校歌（1950年）
- 北海道釧路湖陵高等学校定時制校歌（1952年）
- 東京都江戸川区立小岩第一中学校校歌（1952年）[3]
- 姫路市立朝日中学校校歌（1955年）[4]
- 神奈川県立多摩高等学校校歌（1956年）
- 静岡県沼津市立金岡中学校校歌（1956年）
- 東京都立大塚ろう学校校歌（1957年）
- 東京都日野市立日野第二中学校校歌（1957年）
- 神奈川県横浜市立城郷中学校校歌（1957年）
- 東京薬科大学校歌（1960年）
- 群馬県立桐生南高等学校校歌（1966年）
- 神奈川県横浜市立山内小学校校歌（1967年）
- 東京都町田市立成瀬台小学校校歌（1972年？）
- 神奈川県横浜市立下永谷小学校校歌（1973年）
- 広島県尾道市立百島中学校校歌
- 長野県御代田町立小沼小学校校歌
- 山口県岩国市立川下中学校校歌
- 新潟県加茂市立若宮中学校校歌
- 東京都立川市立第九小学校校歌
- 東京都調布市立深大寺小学校校歌
- 長野県松本市立奈川小中学校校歌
- 三重県桑名西高等学校校歌
- 滋賀県甲賀市立水口中学校校歌
- 愛媛県立新居浜西高等学校校歌
- 岡山県立玉島高等学校校歌
- 神奈川県藤沢市立六会小学校校歌
- 栃木県宇都宮市立泉が丘小学校校歌
- 山口県立宇部高等学校校歌
- 富士見中学高等学校校歌
- 会津大学短期大学部大学歌
- 東京都江東区立水神小学校校歌（作詞・作曲）
- 福岡県立戸畑工業高等学校校歌
- 松韻学園福島高等学校校歌
- 山梨県甲府市立東中学校校歌
- 福島県いわき市立平第一中学校校歌
- 神奈川県茅ヶ崎市立松林小学校校歌
- 三重県志摩市立文岡中学校校歌
- 東京都世田谷区立八幡小学校校歌
- 埼玉県飯能市立飯能第一小学校校歌
- 埼玉県宮代町立百間小学校校歌[5]
- 大阪府箕面市立箕面小学校校歌
- 大阪府箕面市立北小学校校歌
- 神奈川県相模原市立中野小学校校歌
- 青森県青森市立甲田中学校校歌
- 神奈川県相模原市立鳥屋小学校校歌
- 神奈川県相模原市立東林小学校校歌
- 秋田工業高等専門学校校歌
- 兵庫県西宮市立西宮東高等学校校歌
- 秋田県由利本荘市立鶴舞小学校校歌
- 東京都青梅市立霞台中学校校歌

### その他
- どじょっこふなっこ（1936年）
- 若い力（作詞：恩田幸夫）
- 山梨県の歌（作詞：矢沢千里、補作：「山梨県の歌」歌詞審査委員会）
- 鳴門市民歌（作詞：仁木正）

## 訳詞
- かえるの合唱（ドイツ童謡）
- 学生歌
- 夜が明けた（フランス民謡）